# 黑名單 (臺灣)
黑名單是指中華民國政府遷台後的戒嚴時期，針對主張臺獨、民主或同情左派以及共產主義等政治異議人士，採取不予核發簽證或禁止入境措施。針對黑名單返臺的禁令在1992年解嚴之後終止，官方稱「列註人員名單」。

## 戒嚴時期黑名單
黑名單主要由當時的國家安全局負責，當時政府派駐各國的情治單位協助蒐集資料，包括國安局、國防部情報局、調查局，甚至國民黨的海外工作會，都有組織跟成員派駐外國，不少留學生（包括獲得中山獎學金）以及一些軍方公務員出國留學者，也擔負著監視台灣留學生與僑胞的任務，匯集各式各樣海外台灣人言論與行動的報告。名列黑名單的「首惡」份子，其護照三年到期後自然失效並不予返台加簽，很多人就變成無國籍人士或只好改換其他國家國籍，或是成為政治難民。非「首惡」份子雖然不會被吊銷護照，但對他們和家人的騷擾跟監視卻也一直不斷，侵犯他們的人權和自由。
主張台灣獨立、違反「反共國策」、左派、甚至於參與台灣同鄉會（或同學會）的活動（因為以「臺灣」為名而不是以「中國」為名，被國民黨認為有圖謀台獨的嫌疑。），都有被列入黑名單的可能。李應元、許添財、金美齡、黃昭堂、王康陸、陳以德、蔡同榮、蔡正隆、郭松棻、林孝信等人，以及之後的陳婉真、許信良等人，皆先後被登錄其中。許多被列入黑名單的台灣人便二十餘年無法回台，包括父母的喪事。所以在海外台灣人的聚會中，「黃昏的故鄉」一直是最常被吟唱的歌曲。
國民黨執政時期一直否認有所謂「黑名單」的存在，例如1989年（已解嚴）國民黨海外工作會主任鄭心雄接受遠見雜誌訪問時，否認黑名單的存在（原話：「絕不會有個名單在電腦裡」），但承認有「個案處理」，並說：「現在我們的標準非常寬，只要他不進來否定我們的憲法、國旗、國號，我們通常都不會怎樣」。直到1991年時任外交部長錢復在立法院接受時任立委陳水扁質詢時，才表示雖然沒有黑名單，但承認有所謂「列註人員名單」。1992年時任內政部長吳伯雄表示，當時列註名單已不到5人，係透過外交部核轉駐外單位作為簽證核發參據。
黑名單以政治手段阻撓政治異議人士返台，引起人民不滿。1990年代由於台灣解嚴，不少台灣獨立運動者與被列入黑名單者也都「闖關」回台；而在1992年5月《中華民國刑法》第一百條修正，針對國民的黑名單已經成為歷史名詞。

## 戒嚴時期黑名單的平反工作
2010年，監察委員黃煌雄等提出調查報告指出1948至1949年有三次戒嚴令，1949年5月20號臺灣省警備總司令部發佈的臺灣省戒嚴令是否有依戒嚴法第3條按級呈報代總統李宗仁、再由總統提交立法院追認無從考究，1949年11月22日第三次的戒嚴令如未經總統宣告發布（李宗仁代總統當時並不在中華民國境內，不可能簽字公告，不符憲法第39條規定），形式要件不完整，法定程序有瑕疵，則戒嚴令因欠缺形式法效而失效，軍事審判機關的審判權就有瑕疵，戒嚴時期因案被宣告沒收之財產「恐須重新審酌」，當然也會發生其後的救濟問題。但最終相關法律的認定是司法院大法官會議。被列入黑名單的立委蔡同榮說：臺灣人很無辜，實施戒嚴令讓海內外的鄉親受害很大，他因此在美國30年卻有家歸不得，他要求政府應該追查相關法律責任、補償。

## 其他用法
2007年初台灣即將全面開放陸客來臺觀光時，行政院答覆立委藍美津質詢資料首度出現「不受歡迎的男性大陸人士名單」，國家安全局官員稱不知道有此事；內政部入出國及移民署官員表示，一般只針對非中華人民共和國國籍的外籍人士，才有「不受歡迎人士」名單，也就是俗稱的「黑名單」。